# وليام كرويكشانك
وليام كرويكشانك (بالإنجليزية: William Cruickshank)‏ هو عالم إسكتلندي عاش في أواخر القرن الثامن عشر وأوائل القرن التاسع عشر.
اهتم كروفورد بدراسة الكيمياء والطب، وكان جراحاً عسكرياً، وبروفيسور للكيمياء في الأكاديمية العسكرية الملكية.
في إحدى رحلاته الاستكشافية في مرتفعات إسكتلندا في سنة 1790 تمكن برفقة أداير كروفورد من العثور على معدن جديد، والذي أطلق عليه لاحقاً من قبل فريدرش غابرييل زولسر اسم سترونتيانيت.